# 창현고등학교
창현고등학교(昌現高等學校)는 대한민국 경기도 수원시 팔달구 우만동에 있는 사립 고등학교이다.

## 학교 연혁
- 1972년 9월 : 학교법인 유신학원 설립자 박창원 이사장 취임
- 1985년 12월 : 학교 설립 인가(남녀공학 30학급)
- 1986년 2월 : 초대 심재욱 교장 취임
- 1986년 3월 : 제1회 입학식
- 1989년 2월 : 제1회 졸업식
- 2003년 9월 : 다목적교실 및 다목적강당 준공
- 2004년 2월 : 도서관 및 급식소 준공
- 2010년 8월 : 자료학습관 및 관리실 준공
- 2011년 12월 : 인조잔디운동장 조성
- 2021년 9월 : 학교법인 유신학원 제4대 권택수 이사장 취임
- 2022년 2월 : 학교법인 유신학원 윤당체육관 준공
- 2022년 3월 : 제9대 엄동섭 교장 취임
- 2023년 12월 : 제36회 졸업식(321명 졸업, 누적 졸업생 22,397명)
- 2024년 3월 : 제39회 입학식(383명 입학)

## 참고 자료
- 창현고등학교 - 한국교육학술정보원 학교알리미